# (22384) 1994 EZ6
(22384) 1994 EZ6 est un astéroïde de la ceinture principale d'astéroïdes découvert en 1994.

## Description
(22384) 1994 EZ6 a été découvert le 9 mars 1994 au Centre de recherches en géodynamique et astrométrie (CERGA), à Caussols en France, par Eric Walter Elst.

### Caractéristiques orbitales
L'orbite de cet astéroïde est caractérisée par un demi-grand axe de 2,31 UA, un périhélie de 1,96 UA, une excentricité de 0,15 et une inclinaison de 5,96° par rapport à l'écliptique. Du fait de ces caractéristiques, à savoir un demi-grand axe compris entre 2 et 3,2 UA et un périhélie supérieur à 1,666 UA, il est classé, selon la JPL Small-Body Database, comme objet de la ceinture principale d'astéroïdes.

### Caractéristiques physiques
(22384) 1994 EZ6 a une magnitude absolue (H) de 14,4 et un albédo estimé à 0,262.